# 21-ша піхотна дивізія (Третій Рейх)
21-ша піхотна дивізія (Третій Рейх) (нім. 21. Infanterie-Division) — піхотна дивізія Вермахту за часів Другої світової війни.

## Історія
21-ша піхотна дивізія створена 1 жовтня 1934 в Ельбінгу в I-му військовому окрузі (нім. Wehrkreis I).

## Райони бойових дій
- Німеччина (жовтень 1934 — вересень 1939);
- Польща (вересень — жовтень 1939);
- Німеччина (жовтень 1939 — травень 1940);
- Бельгія та Франція (травень 1940 — травень 1941);
- СРСР (північний напрямок) (червень 1941 — жовтень 1944);
- Курляндський котел (жовтень 1944 — травень 1945).

## Командування

### Командири
- генерал-лейтенант Альберт Водріг (нім. Albert Wodrig) (1 жовтня 1934 — 10 листопада 1938);
- генерал-лейтенант Куно-Ганс фон Бот (нім. Kuno-Hans von Both) (10 листопада 1938 — 20 жовтня 1939);
- генерал-лейтенант Отто Шпонгаймер (нім. Otto Sponheimer) (1 листопада 1939 — квітень 1942);
- генерал-лейтенант Вільгельм Бонштедт (нім. Wilhelm Bohnstedt) (квітень 1942);
- генерал-лейтенант Отто Шпонгаймер (квітень 1942 — 10 січня 1943);
- генерал-лейтенант Гергард Мацкі (нім. Gerhard Matzky) (10 січня — 1 жовтня 1943);
- оберст Губертус Ламей (нім. Hubertus Lamey) (1 жовтня — грудень 1943);
- генерал-лейтенант Гергард Мацкі (грудень 1943 — 1 березня 1944);
- генерал-майор Франц Зенсфусс (нім. Franz Sensfuß) (1 — 28 березня 1944);
- генерал-лейтенант Герман Ферч (нім. Hermann Foertsch) (28 березня — 22 серпня 1944);
- генерал-майор Генріх Гец (нім. Heinrich Götz) (22 серпня — 25 вересня 1944);
- оберст Генгерсдорфф (нім. Hengersdorff) (25 вересня — жовтень 1944);
- оберст Шаренберг (нім. Scharenberg) (жовтень — 12 грудня 1944);
- оберст Бейсе (нім. Beyse) (12 грудня 1944 — 14 січня 1945);
- генерал-майор Генріх Гец (14 січня — 1 квітня 1945);
- генерал-майор Карл Кец (нім. Karl Koetz) (1 квітня — 8 травня 1945).

## Нагороджені дивізії
Нагороджені дивізії
Нагороджені Сертифікатом Пошани Головнокомандувача Сухопутних військ для військових формувань Вермахту за збитий літак противника
- 7 листопада 1941 — 24-й піхотний полк за дії 17 вересня 1941 (21);
- 16 травня 1942 — 1-ша рота 21-го розвідувального батальйону за дії 30 жовтня 1941 (56);
- 16 травня 1942 — 1-й батальйон 3-го піхотного полку за дії 18 лютого 1942 (107);
- 16 серпня 1943 — 8-ма рота 45-го панцергренадерського полку за дії 14 січня 1943 (357).

|  | Кавалери Нагрудного знаку ближнього бою в золоті                                                         | 19 |
|  | Кавалери Золотого Німецького Хреста                                                                      | 188 |
|  | Кавалери Срібного Німецького Хреста                                                                      | 2 |
|  | Кавалери Лицарського хреста Залізного хреста з Дубовим листям                                            | 5 (№ 442 оберст Герберт Швендер — 06.04.1944 № 765 генерал-майор Генріх Гец — 05.03.1945 № 775 лейтенант Франц Рогальскі — 11.03.1945 № 777 обер-фельдфебель Ернст Кучкау — 11.03.1945 №849 обер-лейтенант Ганс-Йоахім Каппіс — 28.04.1945) |
|  | Кавалери Лицарського хреста Залізного хреста                                                             | 49 в тому числі 1 непідтверджене |
|  | Кавалери Почесної Відзнаки Сухопутних військ «Почесна пряжка на орденську стрічку для Сухопутних військ» | 50 |

- Нагороджені Сертифікатом Пошани Головнокомандувача Сухопутних військ (12)
- Нагороджені Сертифікатом Пошани Головнокомандувача Сухопутних військ за збитий літак противника (2)